# Kostel svaté Kateřiny (Brixen)
Kostel svaté Kateřiny v Brixenu, obvykle nazývaný jako kapucínský kostel (něm. Kapuzinerkirche St. Katharina, it. chiesa dei Cappuccini) je římskokatolický klášterní kostel v diecézi bolzansko-brixenské. Nachází se v centru Brixenu v Jižním Tyrolsku, v italském regionu Tridentsko-Horní Adiže. Přilehlý kapucínský klášter je sídlem Jihotyrolské kapucínské provincie, která náleží do Kapucínské provincie Rakousko-Jižní Tyrolsko.

## Historie

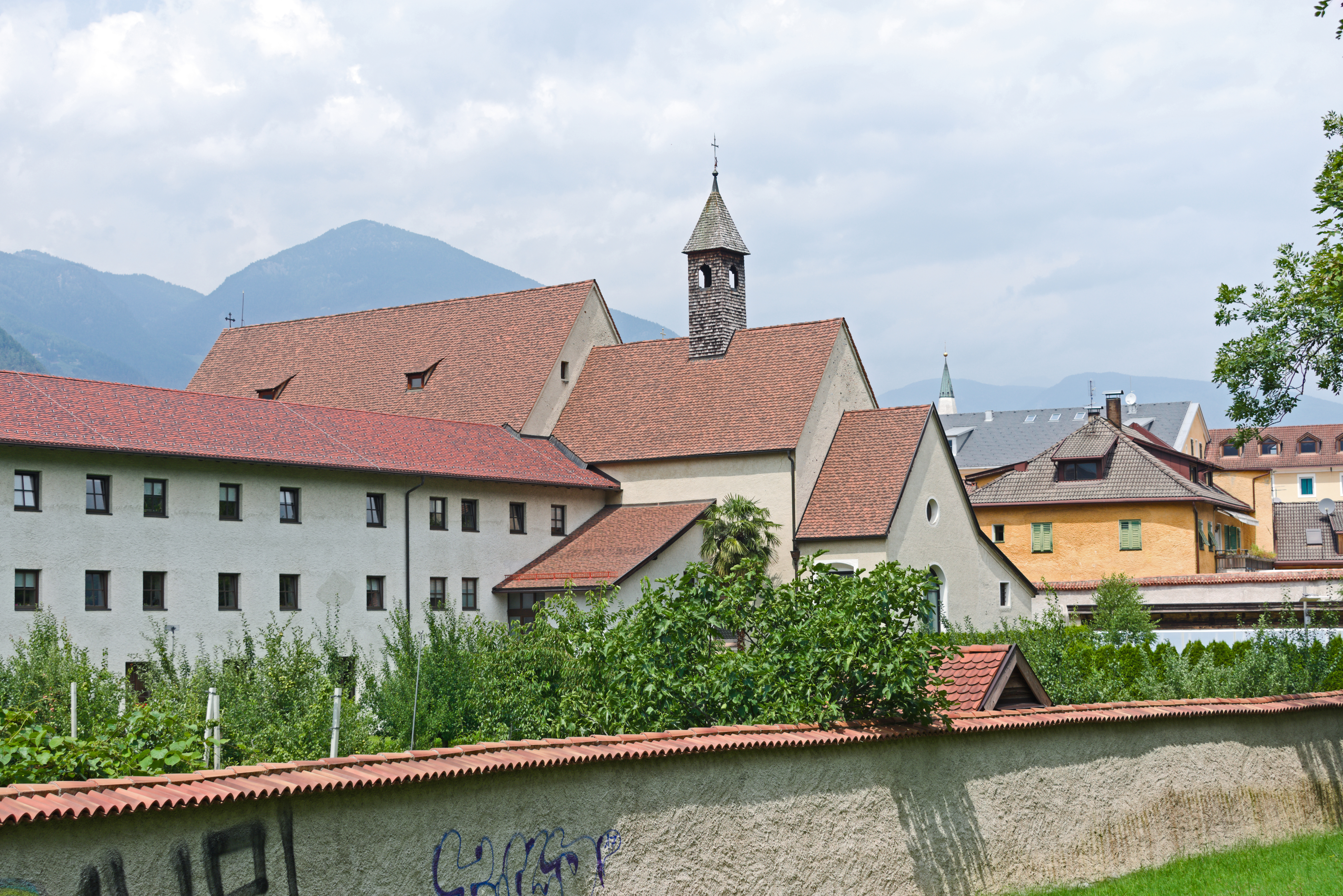
Kapucínský kostel v areálu kláštera

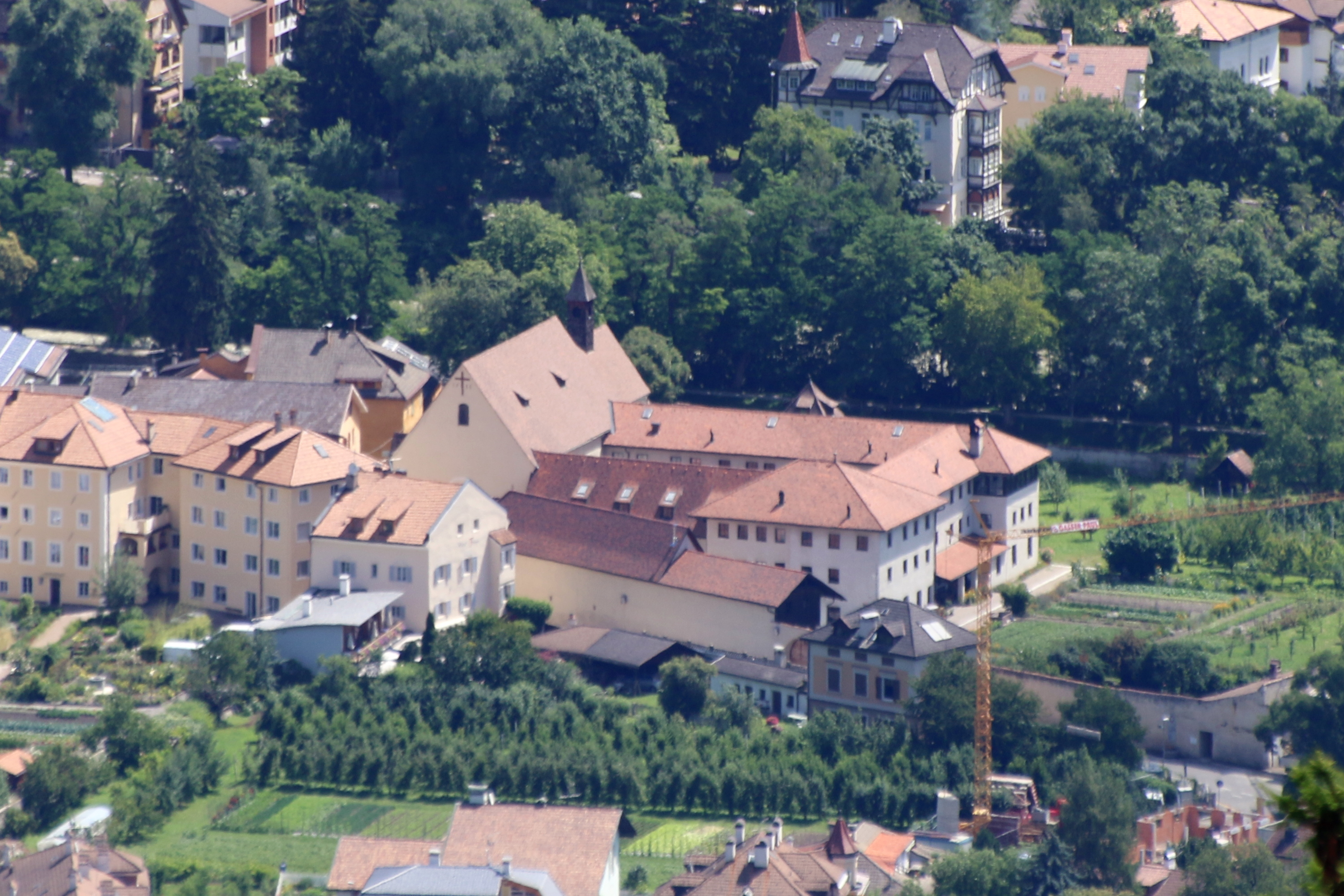
Pohled na klášter a kostel ze západní strany Brixenského údolí

V roce 1340 nechal Friedrich von Villanders (Federico da Villandro) v Brixenu postavit malý kostel zasvěcený svaté Kateřině.
V roce 1603 založil i přes odpor kanovníků kníže-biskup brixenský Kryštof Ondřej ze Spauru u kostela kapucínský klášter, kostel nechal upravit pro potřeby kapucínů a v roce 1604 znovu vysvětil. V roce 1630/1631 však bylo rozhodnuto o zbourání starého kostela, který byl nahrazen novým, existujícím do současnosti. 
V roce 1655 byl rozšířen také klášter a zahrada.
Po první světové válce se změnila správní příslušnost kostela a kláštera. Kapucínská provincie Tyrolsko byla nejprve rozdělena na Severní a Jižní Tyrolsko, což znamenalo, že klášter musel být v roce 1928 rozšířen. Po sjednocení vídeňské provincie se severotyrolskou v roce 2007 se v roce 2011 připojilo Jižní Tyrolsko, čímž vznikla nová řádová provincie kapucínů Rakousko-Jižní Tyrolsko. Kostel a klášter byly v roce 1984 zapsány mezi historické památky a kompletně zrekonstruovány.

## Popis
Kapucínský kostel a klášter se nachází jižně od Katedrálního náměstí v Brixenu. Přímo sousedí s klášterem klarisek při kostele sv. Alžběty. Jedná se o jednoduchou a navenek nezdobenou sakrální stavbu s malou průčelní věží ve stylu kostelů žebravých řádů. Loď kostela je krytá valenou klenbou. Silně zapuštěný chórový prostor je těsně před uzavřením. Po levé straně lodi se nachází boční kaple s kruhovým obloukem, ve které jsou umístěny varhany. V interiéru nejsou žádné nástěnné malby ani štuky.

### Zařízení
Rozměry hlavního oltáře jsou přesně přizpůsobeny zakončení kůru. Tři oltářní obrazy vytvořil Franz Sebald Unterberger v 18. století. Zobrazují sňatek sv. Kateřiny, sv. Voršilu a sv. Kryštofa. Z téže doby pochází také krucifix nad klenbou chóru.
U vítězného oblouku jsou dva boční oltáře z poloviny 19. století. Na pravém je vyobrazen sv. Antonín z Padovy od Aloise Martina Stadlera (1840), na levém je obraz sv. Felixe z Cantalice od Josefa Arnolda z roku 1847. V malé boční kapli nalevo od chóru je pozoruhodná Pieta.

## Klášterní knihovna
Klášterní knihovna vznikla v roce 1605, kdy dvorní kazatel Antoni Kleßl věnoval své knihy a v roce 1623 byla rozšířena o pozůstalost pomocného biskupa Simona Feuersteina a kanovníka Puechera. Dnes knihovna obsahuje přes 41 500 svazků, z toho asi 120 prvotisků. Obsahuje také knihy rozpuštěných klášterů v Eppanu, Klausenu a Schlandersu.